# Tumangang (stacja kolejowa)
Tumangang (kor. 두만강역, Tumangang-yŏk) – stacja kolejowa w północno-wschodniej części Korei Północnej, na krótkiej, 9,5-kilometrowej linii Hongŭi, łączącej stacje Hongŭi oraz Tumangang. Stacja znajduje się w administracyjnych granicach miasta Rajin (prowincja Hamgyŏng Północny). 
Stacja jest przejściem granicznym pomiędzy Koreą Północną, a Mostem Przyjaźni Koreańsko-Rosyjskiej i dalej Rosją. 